# کورادو مرلی
کورادو مرلی (انگلیسی: Corrado Merli؛ زادهٔ ۱۷ اکتبر ۱۹۵۹) بازیکن فوتبال اهل ایتالیا است.
از باشگاه‌هایی که در آن بازی کرده‌است می‌توان به باشگاه فوتبال برشا اشاره کرد.